# ميخائيل مايرز
ميخائيل مايرز (بالإنجليزية: Michael Myers)‏ هو سياسي أمريكي، ولد في 4 مايو 1943 بفيلادلفيا في الولايات المتحدة. حزبياً، نشط في الحزب الديمقراطي. وقد انتخب عضو مجلس نواب بنسيلفانيا وانتخب عضو مجلس النواب الأمريكي.